# Kaiser-Fleetwings A-39
El Kaiser-Fleetwings A-39 fue un proyecto de la estadounidense Kaiser-Fleetwings de un avión de ataque realizado en el periodo 1942-43, para las Fuerzas Aéreas del Ejército de los Estados Unidos.

## Diseño y desarrollo
Para ayudar a cubrir un requerimiento existente de avión de ataque del Ejército estadounidense, la poca conocida Kaiser-Fleetwings desarrolló un gran monoplano convencional monoplaza y monomotor bajo la designación XA-39. El modelo competía con una colección de otras ofertas similares, pero nunca se materializó más allá de la etapa de maqueta, debido a que el Ejército había cambiado su interés de pesados agresores monomotores a modelos bimotores, y el XA-39 pasó a la historia.
Fundada en 1929, Fleetwings nació en Bristol (Pensilvania), y fue adquirida en 1943 por Kaiser para producir la marca Kaiser-Fleetwings. La marca solo produjo unos pocos diseños de aviones en tiempo de guerra, pero ninguno consiguió nunca ningún tipo de notoriedad. La compañía continuó operando en los años de posguerra, momento en el que estuvo involucrada en el programa espacial estadounidense, antes de cerrar sus puertas para siempre en 1962.
El XA-39 fue desarrollado para realizar el papel de ataque al suelo y esto se tradujo en un gran avión robusto y fiable, capaz de absorber el castigo proveniente del fuego terrestre y soportar las tensiones del picado y de los giros bruscos. El alcance también fue una cualidad importante, ya que permanecer sobre las zonas en disputa era una prioridad. Típicamente, se le requería a estos aviones llevar considerables cargas de armas (ametralladoras, cañones, cohetes y bombas lanzables). Para propulsar el nuevo diseño, los ingenieros de Kaiser-Fleetwings seleccionaron el inmenso motor radial Pratt & Whitney R-2800 de 2100 hp, y habría usado una hélice tripala en el morro.
Su configuración general mostraba el motor en el morro, con la cabina inmediatamente detrás (aunque esta última instalada bien hacia delante respecto al centro del avión). El piloto tenía una visibilidad relativamente buena gracias a una cubierta con pocos marcos. Las alas eran apéndices monoplanos y la unidad de cola era de disposición estándar con un solo empenaje. El tren de aterrizaje utilizaba una configuración típica de “rueda de cola”. Como otros aviones de guerra estadounidenses de la época, particularmente los que se suponía que iban a volar “bajo y lento”, el blindaje de la cabina y el motor iba a ser estándar, así como los depósitos de combustible autosellantes. Las dimensiones generales del A-39 eran una longitud de 13,05 m y una envergadura de 17,01 m.
El armamento propuesto iba a ser de dos cañones de 37 mm y hasta cuatro ametralladoras de 12,7 mm, presumiblemente todos instalados en las alas. Una bodega interna de armas cubriría el requerimiento de bombas (estaba prevista una carga estándar de 6 bombas de 226,8 kg (o su equivalente)).
Los ingenieros estimaron que el motor radial, junto con el aerodinámico diseño, proporcionarían al avión una velocidad máxima de 574,54 km/h cuando volara a 5059,68 m (16 600 pies). Se informó de que el régimen de ascenso habría sido de 10,36 m/s y el techo de vuelo de 8473,44 m (27 800 pies). El alcance operacional sería de 2253,08 km.
Como ya se ha comentado, las autoridades del Ejército se alejaron gradualmente de los modelos de ataque monomotores y se decidieron por plataformas bimotoras debido a la duración de la guerra (que acabó en 1945). Al final, el modelo de ataque monomotor regresó al primer plano de los planes del Ejército y clásicos como el Douglas A-1 Skyraider surgieron para hacerse cargo.
El A-39 fue cancelado antes de que ningún prototipo fuera construido.

## Especificaciones

### Características generales
- Tripulación: Uno (piloto)
- Longitud: 13 m (42,7 ft)
- Envergadura: 17 m (55,7 ft)
- Peso máximo al despegue: 9299 kg (20 495 lb)
- Planta motriz: 1× motor radial de 18 cilindros en dos filas refrigerado por aire Pratt & Whitney R-2800.
  - Potencia: 1600 kW (2206 HP; 2176 CV)

### Rendimiento
- Velocidad máxima operativa (Vno): 574,54 a 5059,68 m (16 600 pies)[1]
- Alcance: 2253,08 km[1]
- Techo de vuelo: 8473,44 [1]
- Régimen de ascenso: 10,4 m/s (2039 ft/min) [1]

### Armamento
- Ametralladoras: 

  - 4 de 12,7 mm

- Cañones: 

  - 2 de 37 mm
- Bombas: 

  - 1400 kg (6 de 226,8 kg o 2 de 725,75 kg) en bodega interna[1]

## Aeronaves relacionadas

### Aeronaves similares
- Vultee A-35 Vengeance

### Secuencias de designación
- Secuencia A-_ (Aviones de Ataque del USAAS/USAAC/USAAF, 1924-1947): ← A-36 - A-37 - A-38 - A-39 - A-40 - A-41 - A-42  →